# Takayanagi Kenjirō

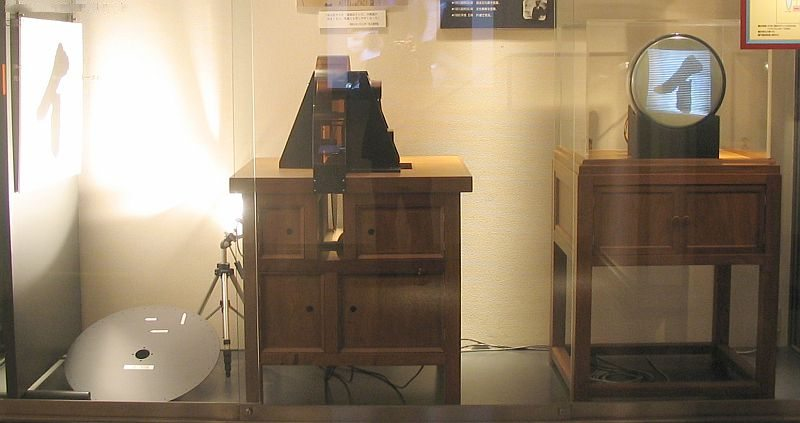
Nachbau von Kenjirōs experimentellem Fernseher, im Fernsehmuseum von Nippon Hōso Kyōkai

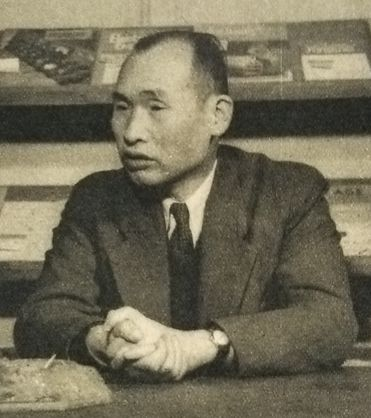
Takayanagi Kenjiro (1953)

Takayanagi Kenjirō (japanisch 高柳 健次郎; * 20. Januar 1899 in Hamamatsu, Präfektur Shizuoka; † 23. Juli 1990 in Yokosuka) war einer der ersten Entwickler von Fernsehern in Japan und gilt daher als Vater des japanischen Fernsehens. Mit Elektronenstrahlröhren auf Sender- und Empfangsseite erfand er 1926 das weltweit erste vollelektronische Fernsehen.

## Biografie
Der 1899 in Hamamatsu geborene Takayanagi Kenjirō war ein promovierter Absolvent der Tokyo Tech und begann 1925 mit der Forschung an Möglichkeiten der Bildübertragung. Zunächst entwickelte er ein ähnliches System wie John Logie Baird, das mit einer Nipkow-Scheibe ein Objekt scannte und dessen Bild so in elektrische Signale umwandelte. 1926 präsentierte er am Höheren Technikum Hamamatsu, einem Vorläuferinstitut der Universität Shizuoka, den ersten japanischen Schwarzweiß-Fernseher. Ihm gelang die erste elektronische Übertragung von Bildern mit einer Elektronenstrahlröhre auf Sender- und Empfangsseite. Er hat zuerst das Katakana イ mit Hilfe einer Braunschen Röhre übertragen. Das war einige Monate, bevor Philo Farnsworth seinen ersten voll elektronischen Fernseher am 7. September 1927 in San Francisco demonstrierte, der keine Nipkow-Scheibe brauchte.
Später gelang Takayanagi die erste elektronische Übertragung eines menschlichen Gesichts. Er arbeitete am Aufbau von Nippon Hōso Kyōkai und später JVC mit, das er zeitweise als Vizepräsident mit leitete. Er war ebenso an der Entwicklung des Farbfernsehens und der Videokassetten beteiligt.
1980 wurde Takayanagi Kenjirō zum Bunka Kōrōsha, zur Person mit besonderen kulturellen Verdiensten, ernannt und 1981 mit dem Kulturorden ausgezeichnet. 1989 erhielt er den Orden des Heiligen Schatzes.
Er starb 1990 an einer Lungenentzündung.